# Rok Ažnoh
 Rok Ažnoh, né le 9 septembre 2002, est un  skieur alpin slovène.

## Biographie
En janvier 2020 aux Diablerets, il devient vice-champion olympique de la jeunesse en super G.
En janvier 2023 à Saint-Anton, il est sacré champion du monde juniors en descente. A la fin de ce mêm mois il obtient son premier top-10 eu coupe d'Europe avec une 9e place sur la descente d'Orcières-Merlette. En février, il dispute ses seconds championnats du monde (seniors) à Courchevel où il prend la 25e place du super G.
Fin janvier 2025, il signe son premier podium en coupe d'Europe avec la 2de place de la descente d'Orcières-Merlette aussitôt suivie d'une 3e place dans le super G. Il termine la saison à la 10e place du classement de coupe d'Europe de super G et la 11e de celui de la descente.

## Palmarès

### Championnats du monde
| Édition / Epreuve               | Descente | Super G | Slalom géant | Slalom | Combiné | Parallèle | Team event |
| Mondiaux 2021 Cortina d'Ampezzo | -        | -       | Ab           | -      | -       | -         | 11e        |
| Mondiaux 2023 Courchevel        | -        | 25e     | -            | -      | Ab      | -         | -          |
| Mondiaux 2025 Saalbach          | 35e      | 31e     | -            | -      | -       | -         | -          |

### Coupe du monde
- 10 départs en coupe du monde

### Championnats du monde juniors
| Épreuve / Édition          | Descente | Super G | Slalom géant | Slalom | Combiné | Team event |
| Mondiaux 2019 Val di Fassa | 52e      | 42e     | Ab           | -      | 48e     | -          |
| Mondiaux 2020 Narvik       | 30e      | 27e     | -            | -      | -       | -          |
| Mondiaux 2021 Bansko       | -        | 7e      | 14e          | 25e    | -       | -          |
| Mondiaux 2022 Panorama     | Ab       | 7e      | Ab           | -      | Ab      | -          |
| Mondiaux 2023 Saint-Anton  | Or       | Ab      | 25e          | -      | -       | -          |

### Coupe d'Europe
7 tops-10 dont 2 podiums 

#### Classements
| Saison / Épreuve | Saison / Épreuve | Général | Général | Descente | Descente | Super G | Super G | Géant  | Géant  | Slalom | Slalom | Combiné | Combiné |
| ---------------- | ---------------- | ------- | ------- | -------- | -------- | ------- | ------- | ------ | ------ | ------ | ------ | ------- | ------- |
| Saison / Épreuve | Saison / Épreuve | Class.  | Points  | Class.   | Points   | Class.  | Points  | Class. | Points | Class. | Points | Class.  | Points  |
| 2025             | 2025             | 16e     | 364     | 11e      | 156      | 10e     | 208     | -      | -      | -      | -      | -       | -       |

### Jeux olympiques de la jeunesse d’hiver
| Edition / Epreuve       | Super G | Slalom géant | Slalom | Super-combiné | Équipes |
| JOJ 2020 Les Diablerets | Argent  | Ab           | Ab     | Ab            | 9e      |